# Свети Спас (Градец)
„Възнесение Господне“ или „Свети Спас“ е българска православна църква в софийското село Градец.

## История
Храмът е разположен в местността Локвата, в южния край на селото. Построен е в 1910 година.
Иконостасът е дело на дебърски майстори от рода Филипови.